# Jasper Been
Jasper Been (Groningen, 1995) is een Nederlandse journalist.
Jasper Been werd geboren in Groningen maar groeide op in Noordhorn. Na het Praedinius Gymnasium in Groningen studeerde Been vanaf 2013 economie, wijsbegeerte en geschiedenis aan de Rijksuniversiteit Groningen. Na bestuursondersteuner van Wiel en Deal te zijn geweest richtte hij met anderen in 2017 de beweging Democratische Academie Groningen (DAG) op. De DAG verzette zich tegen de bedrijfsmatige cultuur van de Universiteit. Als voorzitter van de Groningse jongeren-tak van GroenLinks DWARS was hij lid van de steunfractie in de gemeenteraad. In 2019 werd hij als gemeenteraadslid van GroenLinks woordvoerder financiën, economie en Groningen Airport Eelde. In 2021 verliet hij de gemeenteraad van Groningen en ging aan de slag als onderzoeksjournalist bij Het Financieele Dagblad.

## Erkenning
In zijn artikel over de Groninger gasmiljarden onthulde hij onder meer dat de gaswinning in totaal 428 miljard euro heeft opgeleverd en dat de staat daarvan 364 miljard ontving. Voor deze onthulling won hij in 2022 de journalistieke prijs De Tegel gewonnen in de categorie Pionier. Volgens het juryrapport was het een 'prachtig geconstrueerd verhaal', waarin 'feiten en emoties rond dit dossier mooi samenkomen' en waarvan de uitwerking qua 'inhoud en vorm zeer fraai' werd genoemd.

## Prijs
- De Tegel 2022